# Église Saint-Théodore de Lens
L'église Saint-Théodore est une église catholique de la ville de Lens (Pas-de-Calais). Elle dépend du diocèse d'Arras et elle est dédiée à saint Théodore[Lequel ?]. Elle se trouve à proximité du stade Bollaert-Delelis et du Louvre-Lens. L'église est inscrite le 30 juin 2012 au patrimoine mondial de l'Unesco, comme élément du site no 63. 

## Histoire
L'église est construite pour la cité ouvrière de la fosse n° 9 des mines de Lens en 1910. Son architecte est Jean-Baptiste Cordonnier. Elle est consacrée à saint Théodore[Lequel ?], saint patron du député du Nord, Théodore Barrois (1857-1920), député de 1898 à 1906. L'église est presque entièrement détruite pendant la Première Guerre mondiale et reconstruite à l'identique à la fin des années 1920 par Louis Marie Cordonnier (1854-1940), fils de l'architecte Jean-Baptiste Cordonnier et architecte notamment de l'église Saint-Édouard de Lens et de l'église Sainte-Marguerite de Sains-en-Gohelle. L'église dépend de la paroisse Saint-François-d'Assise de Lens, regroupant plusieurs anciennes paroisses,. La messe dominicale est célébrée un dimanche sur deux à 9 heures 30.

## Description
La petite église de briques conçue par Louis Marie Cordonnier reprend les codes de l'ancienne construite par Jean-Baptiste Cordonnier. Sans transept, elle possède un petit clocher au-dessus de la façade d'inspiration nordique. Elle est de style régionaliste avec un portail à auvent. Sa nef sans travée se termine par une petite abside servant de chœur avec un maître-autel de bois foncé surmonté d'un grand crucifix. Un escalier de bois en colimaçon remarquable mène à la tribune. La charpente apparente du plafond laisse voir la forme d'un vaisseau renversé.

## Localisation
L'église est bâtie le long de la rue La Rochefoucauld, principale rue de la cité no 9 qui menait à la fosse no 9, site occupé aujourd'hui par le Louvre-Lens. Juste derrière l'église se trouve le groupe scolaire Marie-Curie construit par la compagnie, plus loin les maisons de l'instituteur, et celles, cossues, du médecin et de l'ingénieur, au plus près de l'entrée de la mine. En face, on remarque les maisons des mineurs et les rues menant à la cité des mineurs. À droite de l'église se trouve l'ancien presbytère, aujourd'hui racheté par une  société du groupe Pinault pour en faire depuis 2016 une résidence d'artistes.